# Список глав правительства Монголии

Соёмбо

Список глав правительства Монголии включает лиц, являвшихся главой правительства Монголии после обретения ею независимости в 1911 году.
В настоящее время главой правительства страны является Премьер-министр Монголии (монг. Монгол Улсын Ерөнхий Сайд). Посвящённые правительству статьи конституции, принятой в 1992 году, образующие часть 3 главы 3, устанавливают, что президент назначает премьер-министра, кандидатуру которого рассматривает и избирает Великий государственный хурал, и поручает ему сформировать кабинет министров. Глава правительства руководит его деятельностью, обеспечивает соблюдения законов и государственной политики, назначает, освобождает от должности и осуществляет надзор за деятельностью кабинета министров, разрабатывает, утверждает и контролирует государственный бюджет, развивает внешние и внутренние отношения, заключает международные соглашения, разрабатывает и осуществляет экономическую политику, политику социального развития, инициирует законы и вносит их в парламент, имеет право консультироваться с президентом и участвовать в работе парламента, реализует политику в области государственной безопасности и обороны.
В Китайской Республике переход на григорианский календарь был осуществлён 1 января 1912 года, что привело к его использованию и на территории Монголии.
Все монгольские имена и термины, как правило, приведены на монгольской кириллице, введённой в 1941 году. Написание на использовавшемся до этого старомонгольском письме не приведено в силу отсутствия достаточных источников и особенностей его вертикальной графики.
Применённая в первых столбцах таблиц нумерация является условной. Также условным является использование в первых столбцах цветовой заливки, служащей для упрощения восприятия принадлежности лиц к различным политическим силам без необходимости обращения к столбцу, отражающему партийную принадлежность. Наряду с партийной принадлежностью, в столбце «Партия» также отражён беспартийный статус персоналий. В столбце «Выборы» после 1992 года отражены состоявшиеся выборные процедуры, сформировавшие состав парламента, утвердившего состав правительства или поддержавшего его. Для удобства список разделён на принятые в историографии периоды истории страны. Приведённые в преамбулах к каждому из разделов описания этих периодов призваны пояснить особенности политической жизни Монголии.

## Богдо-ханская Монголия (1911—1924)

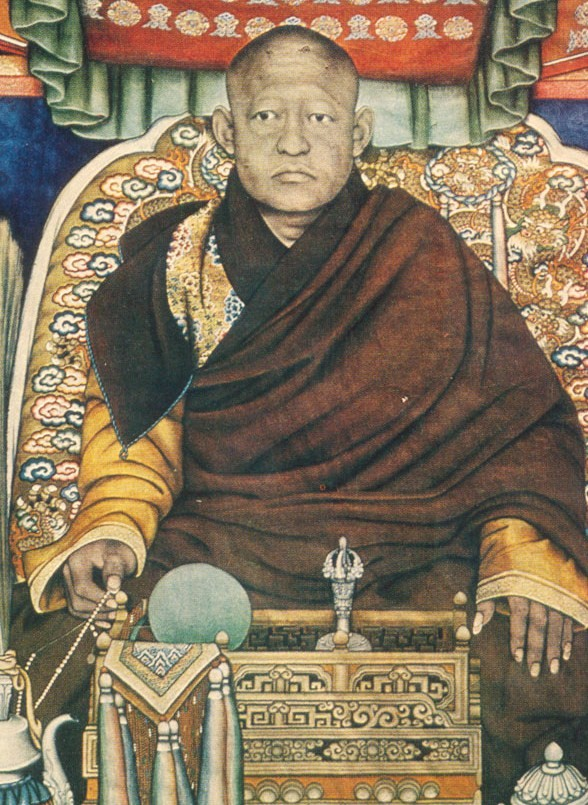
Богдо-гэгэн VIII

В результате революции в Государстве Великая Цин и установления Китайской Республики вассальная зависимость Халхи по отношению к павшей маньчжурской династии была утрачена, 1 [14] декабря 1911 года на съезде халхаские князья и ламы провозгласили независимость Монголии (монг. Монгол Улс, ст.-монг.: ᠮᠤᠩᠭᠤᠯᠤᠯᠤᠰ). 16 [29] декабря 1911 года буддийский лидер страны Богдо-гэгэн VIII был провозглашён богдо-ханом, став её теократическим правителем, было сформировано временное правительство из пяти министров под общим руководством министра внутренних дел. Место их пребывания (монг. Их хүрээ, ст.-монг.: ᠶᠡᠬᠡᠬᠦᠷᠢᠶᠡᠨ  — «великий монастырь») было переименовано в «столичный монастырь» (монг. Нийслэл хүрээ, ст.-монг.: ᠨᠡᠶᠢᠰᠯᠡᠯᠬᠦᠷᠢᠶᠡᠨ), была воссоздана печать великого хана, символ высшей государственной власти. Президент Юань Шикай 8 апреля 1912 года издал декрет об отмене вассального статуса Монголии, Тибета и Восточного Туркестана, уравняв их с китайскими провинциями, а их жителей объявив гражданами Китая. Это вызвало протест России, подписавшей с назначенным 13 июля 1912 года монгольским премьер-министром сайн-нойон-ханом Тугс-Очирын Намнансурэном 21 октября [3 ноября] 1911 года соглашение, признающее автономию (в русском тексте) или независимость (в монгольском тексте) Монголии и предоставившее русским подданным в ней привилегии. Согласно подписанной 23 октября 1913 года русско-китайской декларации Россия признала сюзеренитет Китая над Монголией, в свою очередь Китай признал право Внешней Монголии на самоуправление, включая распоряжение торговлей и промышленностью, согласился не вводить в неё войска, не содержать в ней гражданских или военных властей. 25 мая 1915 года в Троицкосавске было заключено соглашение России, Китая и Монголии, подтвердившее автономию Внешней Монголии и описавшее её границы. В июне 1915 года богдо-хан упразднил пост премьер-министра, восстановив его в феврале 1919 года, в условиях ослабления русского влияния (объясняющегося гражданской войной) и возобладания идеи отказа от автономии (сторонником этого был и назначенный на пост один из высших лам Гончигжалцангийн Бадамдорж). В октябре 1919 года китайская Северо-Западная пограничная армия под командованием генерала Сюй Шучжэна заняла Нийслэл хүрээ и вскоре оккупировала страну. Подписанная 17 ноября под давлением Сюй Шучжэна «Коллективная петиция правительства, князей и лам Внешней Монголии» об отмене автономии была утверждена 22 ноября президентом Китайской Республики Сюй Шичаном, который расторг трёхстороннее соглашение 1915 года о статусе Монголии. 2 января 1920 года Сюй Шучжэн устроил церемонию отречения богдо‑хана и его правительства от власти.
Находящийся под домашним арестом богдо-хан неоднократно обращался к барону Р. Ф. Унгерн-Штернбергу, командующему Азиатской конной дивизией, вышедшей из Даурии в Монголию в октябре 1920 года, с просьбой освободить Нийслэл хүрээ (Ургу) от китайцев. Успешный штурм Урги был проведён 1—4 февраля 1921 года и привёл к восстановлению независимости страны, 13 марта было назначено её новое правительство.
По решению I съезда Монгольской народной партии (МНП), состоявшегося 1—3 марта 1921 года в городе Троицковсавске в Дальневосточной республике, на прошедшем 13 марта там же совещании представителей трудящихся пограничных хошунов, партизанских отрядов и партийных организаций Монголии было создано революционное Временное народное правительство, которое после взятия 18 марта торговой слободы Маймачен переехало в неё, а после победы созданной Монгольской народно-революционной армии организовало работу в столице: 9 июля богдо-хан получил письмо вождей революции о будущем реформировании всех порядков в стране, за исключением религии, 10 июля ЦК МНП распорядился о формировании нового правительства, а 11 июля состоялась церемония повторной интронизации богдо-хана, сохранившего номинальные полномочия. После смерти Богдо-гэгэна VIII 20 мая 1924 года от рака горла поиски его нового тулку были запрещены, была провозглашена Монгольская Народная Республика.
Курсивом на сером фоне показаны даты начала и окончания полномочий Самбадондогийн Цэрэндоржа, замещавшего премьер-министра на период его отъезда, и руководителей Временного народного правительства до перевода его работы в столицу после победы революции.
|                                                                           | Портрет      | Имя (годы жизни)                                                                      | Полномочия           | Полномочия                                                                    | Партия                      | Должность                                                                     | Пр.                  |
| Начало                                                                    | Портрет      | Имя (годы жизни)                                                                      | Окончание            |                                                                               | Партия                      | Должность                                                                     | Пр.                  |
| ------------------------------------------------------------------------- | ------------ | ------------------------------------------------------------------------------------- | -------------------- | ----------------------------------------------------------------------------- | --------------------------- | ----------------------------------------------------------------------------- | -------------------- |
| —                                                                         |              | да лам Гомбын Цэрэнчимэд (1869—1914) монг. Гомбын Цэрэнчимэд                          | 16 [29] декабря 1911 | 13 июля 1912                                                                  | независимый                 | министр внутренних дел монг. дотоод яамны сайд                                | [ 17 ] [ 18 ]        |
| 1                                                                         |              | сайн-нойон-хан Тугс-Очирын Намнансурэн (1878—1919) монг. Төгс-Очирын Намнансүрэн      | 13 июля 1912         | 9 июня 1915                                                                   | независимый                 | премьер-министр монг. Ерөнхий Сайд                                            | [ 19 ] [ 20 ] [ 21 ] |
| Пост упразднён                                                            |              |                                                                                       |                      |                                                                               |                             |                                                                               |                      |
| 2                                                                         |              | да лам Гончигжалцангийн Бадамдорж (?—1921 ?) монг. Гончигжалцангийн Бадамдорж         | февраль 1919         | 2 января 1920                                                                 | независимый                 | премьер-министр монг. Ерөнхий Сайд                                            | [ 22 ]               |
| Правительство распущено в связи с прекращением автономного статуса страны |              |                                                                                       |                      |                                                                               |                             |                                                                               |                      |
| и. о.                                                                     |              | хатанбаатар Сандагдоржийн Максаржав (1878—1927) монг. Сандагдоржийн Магсаржав         | 15 февраля 1921      | 13 марта 1921                                                                 | независимый                 | командующий монгольскими войсками                                             | [ 23 ] [ 24 ] [ 25 ] |
| 3 (I)                                                                     |              | джалхандза-хутухта Содномын Дамдинбазар (1874—1923) монг. Содномын Дамдинбазар        | 13 марта 1921        | 11 июля 1921                                                                  | независимый                 | премьер-министр монг. Ерөнхий Сайд                                            | [ 26 ]               |
| и. о.                                                                     |              | манджушри-хутухта Самбадондогийн Цэрэндорж (1873—1937) монг. Самбадондогийн Цэрэндорж | май 1921             | 11 июля 1921                                                                  | независимый                 | [ комм. 21 ]                                                                  | [ 27 ]               |
| —                                                                         |              | Дамбын Чагдаржав (1880—1922) монг. Дамбын Чагдаржав                                   | 13 марта 1921        | 16 апреля 1921                                                                | Монгольская народная партия | глава Временного народного правительства монг. Ардын Түр Засгийн газрын дарга | [ 28 ] [ 29 ]        |
| —                                                                         |              | Догсомын Бодоо (1885—1922) монг. Догсомын Бодоо                                       | 16 апреля 1921       | 11 июля 1921                                                                  | Монгольская народная партия | глава Временного Народного правительства монг. Ардын Тур Засгийн газрын дарга | [ 30 ]               |
| 4                                                                         | 11 июля 1921 | Догсомын Бодоо (1885—1922) монг. Догсомын Бодоо                                       | 7 января 1922        | глава Временного Народного правительства монг. Ардын Тур Засгийн газрын дарга | Монгольская народная партия |                                                                               | [ 30 ]               |
| 3 (II)                                                                    |              | джалхандза-хутухта Содномын Дамдинбазар (1874—1923) монг. Содномын Дамдинбазар        | 3 марта 1922         | глава Временного Народного правительства монг. Ардын Тур Засгийн газрын дарга | Монгольская народная партия | 23 июня 1923                                                                  | [ 26 ]               |
| 5 (I)                                                                     |              | Балингийн Цэрэндорж (1868—1928) монг. Балингийн Цэрэндорж                             | 28 сентября 1923     | глава Временного Народного правительства монг. Ардын Тур Засгийн газрын дарга | 28 ноября 1924              | Монгольская народная партия → Монгольская народная революционная партия       | [ 31 ] [ 32 ] [ 33 ] |

## Монгольская Народная Республика (1924—1992)

Герб МНР (с 1960)

Монгольская Народная Республика (монг. Бүгд Найрамдах Монгол Ард Улс, ст.-монг.: ᠪᠦᠭᠦᠳᠡᠨᠠᠶᠢᠷᠠᠮᠳᠠᠬᠤᠮᠣᠩᠭᠣᠯᠠᠷᠠᠳᠤᠯᠤᠰ) была провозглашена 13 июня 1924 года.
Её конституция вступила в силу 26 ноября 1924 года, 28 ноября были сформированы новые органы власти. Первоначальное наименование главы правительства председатель Совета народных комиссаров было изменено на председатель Совета министров в 1956 году. После демократической революции 1990 года и проведения первых демократических выборов было восстановлено историческое наименование премьер-министр.
С вступлением в 1992 году в силу новой конституции было восстановлено и историческое название государства Монголия (монг. Монгол Улс).
|           | Портрет       | Имя (годы жизни)                                                                                           | Полномочия       | Полномочия                                                     | Партия                                    | Должность                                                                         | Пр.                  |
| Начало    | Портрет       | Имя (годы жизни)                                                                                           | Окончание        |                                                                | Партия                                    | Должность                                                                         | Пр.                  |
| --------- | ------------- | --- | ---------------- | -------------------------------------------------------------- | ----------------------------------------- | --------------------------------------------------------------------------------- | -------------------- |
| 5 (II)    |               | Балингийн Цэрэндорж (1868—1928) монг. Балингийн Цэрэндорж                                                  | 28 ноября 1924   | 13 февраля 1928                                                | Монгольская народная революционная партия | председатель Совета народных комиссаров монг. Ардын Комиссаруудын Зөвлөлийн дарга | [ 31 ] [ 32 ] [ 33 ] |
| 6 (I)     |               | Агданбуугийн Амар (1886—1941) монг. Агданбуугийн Амар урожд. Агданбуугийн Гонгор монг. Агданбуугийн Гонгор | 21 февраля 1928  | 27 апреля 1930                                                 | Монгольская народная революционная партия | председатель Совета народных комиссаров монг. Ардын Комиссаруудын Зөвлөлийн дарга | [ 38 ] [ 39 ] [ 40 ] |
| 7         |               | Цэнгэлтийн Жигжиджав (1894—1933) монг. Цэнгэлтийн Жигжиджав                                                | 27 апреля 1930   | 2 июля 1932                                                    | Монгольская народная революционная партия | председатель Совета народных комиссаров монг. Ардын Комиссаруудын Зөвлөлийн дарга | [ 41 ] [ 42 ]        |
| 8         |               | Пэлжидийн Гэндэн (1892—1937) монг. Пэлжидийн Гэндэн                                                        | 2 июля 1932      | 22 марта 1936                                                  | Монгольская народная революционная партия | председатель Совета народных комиссаров монг. Ардын Комиссаруудын Зөвлөлийн дарга | [ 43 ] [ 44 ] [ 45 ] |
| 6 (II)    |               | Агданбуугийн Амар (1886—1941) монг. Агданбуугийн Амар урожд. Агданбуугийн Гонгор монг. Агданбуугийн Гонгор | 22 марта 1936    | 7 марта 1939                                                   | Монгольская народная революционная партия | председатель Совета народных комиссаров монг. Ардын Комиссаруудын Зөвлөлийн дарга | [ 38 ] [ 39 ] [ 40 ] |
| 9         |               | Хорлоогийн Чойбалсан (1895—1952) монг. Хорлоогийн Чойбалсан урожд. Хорлоогийн Дугар монг. Хорлоогийн Дугар | 24 марта 1939    | 26 января 1952                                                 | Монгольская народная революционная партия | председатель Совета народных комиссаров монг. Ардын Комиссаруудын Зөвлөлийн дарга | [ 46 ] [ 47 ] [ 48 ] |
| и. о.     |               | Чимэддоржийн Сүрэнжав (1914—1998) монг. Чимэддоржийн Сүрэнжав                                              | 26 января 1952   | 27 мая 1952                                                    | Монгольская народная революционная партия | председатель Совета народных комиссаров монг. Ардын Комиссаруудын Зөвлөлийн дарга | [ 49 ]               |
| 10 (I—II) |               | Юмжагийн Цэдэнбал (1916—1991) монг. Юмжагийн Цэдэнбал                                                      | 27 мая 1952      | 7 апреля 1956                                                  | Монгольская народная революционная партия | председатель Совета народных комиссаров монг. Ардын Комиссаруудын Зөвлөлийн дарга | [ 50 ] [ 51 ] [ 52 ] |
| 10 (I—II) | 7 апреля 1956 | Юмжагийн Цэдэнбал (1916—1991) монг. Юмжагийн Цэдэнбал                                                      | 11 июня 1974     | председатель Совета министров монг. Сайд нарын Зөвлөлийн дарга | Монгольская народная революционная партия |                                                                                   | [ 50 ] [ 51 ] [ 52 ] |
| 11        |               | Жамбын Батмунх (1927—1997) монг. Жамбын Батмөнх                                                            | 11 июня 1974     | председатель Совета министров монг. Сайд нарын Зөвлөлийн дарга | Монгольская народная революционная партия | 12 декабря 1984                                                                   | [ 53 ] [ 54 ]        |
| 12        |               | Думаагийн Содном (1933—) монг. Думаагийн Содном                                                            | 12 декабря 1984  | председатель Совета министров монг. Сайд нарын Зөвлөлийн дарга | Монгольская народная революционная партия | 21 марта 1990                                                                     | [ 55 ] [ 56 ]        |
| 13        |               | Шаравын Гунгаадорж (1935—) монг. Шаравын Гунгаадорж                                                        | 21 марта 1990    | председатель Совета министров монг. Сайд нарын Зөвлөлийн дарга | Монгольская народная революционная партия | 11 сентября 1990                                                                  | [ 57 ]               |
| 14        |               | Дашийн Бямбасурэн (1942—) монг. Дашийн Бямбасүрэн                                                          | 11 сентября 1990 | 12 февраля 1992                                                | Монгольская народная революционная партия | премьер-министр монг. Ерөнхий Сайд                                                | [ 58 ] [ 59 ]        |

## Современный период (с 1992)
С вступлением 12 февраля 1992 года в силу новой конституции было восстановлено историческое название государства Монголия (монг. Монгол Улс), установлена представительная демократия с закреплением разделения властей, полномочия правительства, избирательный цикл, обеспечение свободы вероисповедания, передвижения, выражения мнений, частной собственности. В 2019 году в неё были внесены поправки, усилившие полномочия правительства с целью обеспечения его стабильного положения в системе власти.
|           | Портрет          | Имя (годы жизни)                                                    | Полномочия      | Полномочия                                                                     | Партия | Выборы | Пр.           |
| Начало    | Портрет          | Имя (годы жизни)                                                    | Окончание       |                                                                                | Партия | Выборы | Пр.           |
| --------- | ---------------- | ------------------------------------------------------------------- | --------------- | ------------------------------------------------------------------------------ | --- | --- | ------------- |
| 14        |                  | Дашийн Бямбасурэн (1942—) монг. Дашийн Бямбасүрэн                   | 12 февраля 1992 | 21 июля 1992                                                                   | Монгольская народная революционная партия | [ комм. 36 ] | [ 58 ] [ 59 ] |
| 15        |                  | Пунцагийн Жасрай (1933—2007) монг. Пунцагийн Жасрай                 | 21 июля 1992    | 19 июля 1996                                                                   | Монгольская народная революционная партия | 1992 | [ 61 ]        |
| 16        |                  | Мэндсайханы Энхсайхан (1955—) монг. Мэндсайханы Энхсайхан           | 19 июля 1996    | 23 апреля 1998                                                                 | Монгольская национально-демократическая партия в составе коалиции «Демократический союз» с Монгольской социал-демократической партией                  | 1996 | [ 62 ]        |
| 17 (I)    |                  | Цахиагийн Элбэгдорж (1963—) монг. Цахиагийн Элбэгдорж               | 23 апреля 1998  | 9 декабря 1998                                                                 | Монгольская национально-демократическая партия в составе коалиции «Демократический союз» с Монгольской социал-демократической партией                  | 1996 | [ 63 ] [ 64 ] |
| 18        |                  | Жанлавын Наранцацралт (1957—2007) монг. Жанлавын Наранцацралт       | 9 декабря 1998  | 22 июля 1999                                                                   | Монгольская национально-демократическая партия в составе коалиции «Демократический союз» с Монгольской социал-демократической партией                  | 1996 | [ 65 ] [ 66 ] |
| и. о.     |                  | Ням-Осорын Туяа (1958—) монг. Ням-Осорын Туяа                       | 22 июля 1999    | 30 июля 1999                                                                   | Монгольская национально-демократическая партия в составе коалиции «Демократический союз» с Монгольской социал-демократической партией                  | 1996 | [ 67 ]        |
| 19        |                  | Ринчиннямын Амаржаргал (1961—) монг. Ринчиннямын Амаржаргал         | 30 июля 1999    | 26 июля 2000                                                                   | Монгольская национально-демократическая партия в составе коалиции «Демократический союз» с Монгольской социал-демократической партией                  | 1996 | [ 68 ]        |
| 20        |                  | Намбарын Энхбаяр (1958—) монг. Намбарын Энхбаяр                     | 26 июля 2000    | 13 августа 2004                                                                | Монгольская народная революционная партия | 2000 | [ 69 ] [ 70 ] |
| и. о.     |                  | Чүлтэмийн Улаан (1954—) монг. Чүлтэмийн Улаан                       | 13 августа 2004 | 20 августа 2004                                                                | Монгольская народная революционная партия | 2004 | [ 71 ] [ 72 ] |
| 17 (II)   |                  | Цахиагийн Элбэгдорж (1963—) монг. Цахиагийн Элбэгдорж               | 20 августа 2004 | 25 января 2006                                                                 | Демократическая партия в составе предвыборного объединения Демократическая коалиция — Родина и в коалиции с Монгольской народной революционной партией | 2004 | [ 63 ] [ 64 ] |
| 21        |                  | Миеэгомбын Энхболд (1964—) монг. Миеэгомбын Энхболд                 | 25 января 2006  | 22 ноября 2007                                                                 | Монгольская народная революционная партия | 2004 | [ 73 ] [ 74 ] |
| 22        |                  | Санжаагийн Баяр (1956—) монг. Санжаагийн Баяр                       | 22 ноября 2007  | 11 сентября 2008                                                               | Монгольская народная революционная партия | 2004 | [ 75 ]        |
| 22        | 11 сентября 2008 | Санжаагийн Баяр (1956—) монг. Санжаагийн Баяр                       | 28 октября 2009 | Монгольская народная революционная партия в коалиции с Демократической партией | 2008 | [ 76 ] [ 77 ] |               |
| и. о.     |                  | Норовын Алтанхуяг (1958—) монг. Норовын Алтанхуяг                   | 28 октября 2009 | 29 октября 2009                                                                | 2008 | Демократическая партия | [ 78 ]        |
| 23        |                  | Сухбаатарын Батболд (1963—) монг. Сүхбаатарын Батболд               | 29 октября 2009 | 10 августа 2012                                                                | 2008 | Монгольская народная революционная партия → Монгольская народная партия в коалиции с Демократической партией (до января 2012 года) | [ 79 ] [ 80 ] |
| 24        |                  | Норовын Алтанхуяг (1958—) монг. Норовын Алтанхуяг                   | 10 августа 2012 | 5 ноября 2014                                                                  | Демократическая партия в коалиции с партией «Гражданская воля — Партия зелёных» и «Коалицией за справедливость»                                        | 2012 | [ 78 ]        |
| и. о.     |                  | Дэндэвийн Тэрбишдагва (1955—) монг. Дэндэвийн Тэрбишдагва           | 5 ноября 2014   | 21 ноября 2014                                                                 | Монгольская народная революционная партия | 2012 | [ 81 ] [ 82 ] |
| 25        |                  | Чимэдийн Сайханбилэг (1969—) монг. Чимэдийн Сайханбилэг             | 21 ноября 2014  | 7 июля 2016                                                                    | Демократическая партия в коалиции с Монгольской народной партией (до 6 августа 2015 года) и «Коалицией за справедливость»                              | 2012 | [ 83 ]        |
| 26        |                  | Жаргалтулгын Эрдэнэбат (1974—) монг. Жаргалтулгын Эрдэнэбат         | 7 июля 2016     | 4 октября 2017                                                                 | Монгольская народная партия | 2016 | [ 84 ] [ 85 ] |
| 27 (I—II) |                  | Ухнаагийн Хурэлсух (1968—) монг. Ухнаагийн Хүрэлсүх                 | 4 октября 2017  | 2 июля 2020                                                                    | Монгольская народная партия | 2016 | [ 86 ]        |
| 27 (I—II) | 2 июля 2020      | Ухнаагийн Хурэлсух (1968—) монг. Ухнаагийн Хүрэлсүх                 | 21 января 2021  | 2020                                                                           | Монгольская народная партия | [ 87 ] [ 88 ] |               |
| 28 (I—II) |                  | Лувсаннамсрайн Оюун-Эрдэнэ (1980—) монг. Лувсаннамсрайн Оюун-Эрдэнэ | 21 января 2021  | 2020                                                                           | Монгольская народная партия | 5 июля 2024 | [ 89 ]        |
| 28 (I—II) | 5 июля 2024      | Лувсаннамсрайн Оюун-Эрдэнэ (1980—) монг. Лувсаннамсрайн Оюун-Эрдэнэ | 13 июня 2025    | 2024                                                                           | Монгольская народная партия | [ 90 ] |               |
| 29        |                  | Гомбожавын Занданшатар (1970—) монг. Гомбожавын Занданшатар         | 13 июня 2025    | 2024                                                                           | Монгольская народная партия | действующий | [ 91 ]        |